# Роминешть (Кошна, Сучава)
Роминешть, Роминешті (рум. Românești) — село у повіті Сучава в Румунії. Входить до складу комуни Кошна.
Село розташоване на відстані 334 км на північ від Бухареста, 88 км на захід від Сучави, 134 км на північний схід від Клуж-Напоки.

## Населення
За даними перепису населення 2002 року у селі проживала 81 особа, з них 80 осіб (98,8%) румунів. Рідною мовою 80 осіб (98,8%) назвали румунську.